# Elecciones generales de Uganda de 1980
Las elecciones generales de Uganda de 1980 se realizaron en diciembre, más de un año después de la caída del dictador Idi Amin, y fueron las primeras desde las elecciones anteriores a la independencia en 1962. El resultado fue una victoria para el Congreso Popular de Uganda del presidente Milton Obote, que ganó 75 de los 126 escaños. La participación electoral fue del 85.2%.
El UPC fue el único partido en presentar candidatos para todos los escaños, y en diecisiete distritos sus asientos fueron ganados sin oposición. La oposición afirmó que la UPC sólo había ganado a través de un fraude generalizado, lo que desató la guerra civil entre las distintas facciones que participaron en derrocar a Amin.

## Resultados
| Partido                            | Votos     | %    | Escaños | +/–   |
| ---------------------------------- | --------- | ---- | ------- | ----- |
| Partido Democrático                | 1.966.244 | 47.1 | 50      | +26   |
| Congreso Popular de Uganda         | 1.963.679 | 47.1 | 75      | +38   |
| Movimiento Patriótico de Uganda    | 171.785   | 4.1  | 1       | Nuevo |
| Partido Conservador                | 70.181    | 1.6  | 0       | Nuevo |
| Votos en blanco/anulados           | 2.419     | –    | –       | –     |
| Total                              | 4.174.328 | 100  | 126     | +44   |
| Votantes registrados/participación | 4.898.117 | 85.2 | –       | –     |
| Fuente: Nohlen et al.              |           |      |         |       |